# YOUTHQUAKE
YOUTHQUAKE（ユースクエイク）は、1990年に結成された日本のメロディックデスメタルバンドである。ベース兼ボーカルのAKIRAを中心にメンバーチェンジを重ねながら活動を続けていたが、2013年9月2日に解散した。

## メンバー

### 解散時のメンバー
- AKIRA - ベース/ボーカル

1990年結成時のオリジナルメンバーでバンドの中心人物。もともとはベース専任であったが、メンバー交代に伴い自らボーカルをとるようになった。元Gargoyle、アニメタルの屍忌蛇が率いるVOLCANOや、 LIGHTNINGのKOUTAが率いるTHOUSAND EYESにもベーシストとして参加している。
- MASA - ギター

1998年に加入。メンバーが同時期に抜けてバンドが崩壊しかけた際にもAKIRAと共にバンド再建に務め支えた。
- YOU - ギター

KENTAの後任として2007年に加入。
- SHUN - ドラムス

GAMIの後任として2010年に加入。以前はNEW BREEDに在籍し、現在はGalactica Phantomにも参加。AKIRAと共にVOLCANOでの活動もしている。

### 旧メンバー
- HIYORI - ボーカル

1990年結成時のオリジナルメンバー。元TOKYO YANKEES。2006年に脱退。
- GAIRRY - ギター

1990年結成時のオリジナルメンバー。1998年に脱退。
- TAKA - ギター

GAIRRYの後任として1998年に加入。1999年に脱退。
- KENTA - ギター

TAKAの後任として1999年に加入。2006年に脱退。
- MARU - ドラムス

1990年結成時のオリジナルメンバー。1995年に脱退。
- HIME - ドラムス

MARUの後任として1995年に加入。元ROSENFELD。2006年に脱退。
- GAMI - ドラムス

HIMEの後任として2007年に加入。2010年に脱退。
BLOOD STAIN CHILDで活動。

## 来歴
1990年結成。オリジナル・メンバーは、HIYORI、GAIRRY、AKIRA、MARUの4人。
1993年、1stアルバム『QUAKE DOPE』をSkull Crasher Recordsからリリース。リリースに伴う初の全国ツアー「MEGA DOPE BANG☆1」を開催。
1994年、hideに見出され、YOSHIKIのレーベル:エクスタシーレコードと契約。同年3月に2ndアルバム『YOUTH…MINE AND THE TRUTH』と1stアルバムの再発を同時リリース。4月からリリースに伴う全国ツアー「A☆MEGA HEART ATTACK!! BANG☆2」開催。
1995年、全国ツアー「MEGA DOPE BANG☆3」開催。MARUが脱退し、後任にHIMEが加入。10月から新ラインナップでの全国ツアー「YOUTH ADDICT BANG☆4」開催。
1996年1月21日、3rd Album『YOUTHQUAKE』リリース。リリースに伴う全国ツアー“ENDSVILL BANG☆5”開催。同年8月〜9月と11月〜12月にかけてTOKYO YANKEESとのカップリング・ツアー「LIGHTNING & THUNDER 1996」開催。
1998年、エクスタシーレコードのコンピレーションアルバム『LIGHTNING & THUNDER』に２曲参加。10月から同アルバム・ツアー「LIGHTNING & THUNDER 1998 HYBRID」参加。11月から全国ツアー「YOUTHQUAKE BANG☆6 REBORN」開催。GAIRRYが脱退し、MASAとTAKAが加入。ツインギターの5人編成となる。
1999年、2月から全国ツアー「ふたおBANG☆7」開催。その後TAKAが脱退し、4人編成で全国ツアー「CONCETRATE YOUTH ATTENTION ON QUAKE BANG☆8 TOUR」開催。その後KENTAが加入。
2000年、エクスタシーレコードのオムニバス・アルバム『History Of Extacy～15th Anniversary』に1曲参加。12月に「LIGHTNING & THUNDER」を３公演開催。目黒鹿鳴館、年末年始「ALL NIGHT METAL PARTY」にてカンウトダウン務める。
2001年6月、よりデスメタル色が強まった4thアルバム『APOCALYPSE』をリリース。リリースに伴い6月から全国ツアー「GERMINAL INPULSE BANG☆9」開催。9月にイベント「無敵 SPIRIT OF EXSTASY」に出演。11月から「れのを BANG☆10 TOUR」開催。
2002年、1月から全国ツアー「HACK YOUR TREND KILLERS!BANG☆11 TOUR」開催。
2003年、エクスタシーレコードの解散に伴い『M&I Company』に移籍。9月18日に5thアルバム『EVOLUTION OF NEW ORIENTAL METAL』をリリース。9月からリリースツアー「THE CHAIN OF EVOLUTION BANG☆12」を開催。11月には韓国のロック・イベント「Extreme Trendkiller 2003」に出演。
2004年、6月からUNITEDとのカップリング・ツアー「HELL BREAKS LOOSE TOUR　2004」開催。9月、韓国のヨンナムロックフェステバルに出演。11月から全国ツアー「FAR FROM EAST BANG☆13 TOUR」開催。
2006年、10月にHIME、11月にHIYORI、12月にKENTAが脱退。
2007年、AKIRAがヴォーカルを兼任する形式に移る。4月にGAMI、8月にYOUが加入。
2008年11月11日、6thアルバム『Six Feet Under Is Not Deep Enough』をリリース。
2010年1月にGAMIが脱退し、翌月にSHUNが加入。5月26日に7thアルバム『Beyond The Void Of Black』をリリース。
2012年4月11日、8thアルバム『Darkness And Light , Strife And Conflict』をリリース。
2013年9月2日、解散。同月29日、メンバーのAKIRAがブログで9月2日に解散した理由とメンバーの意向により、ラストライブは一切行わないことを明らかにした。

## ディスコグラフィ

### アルバム
| 発売日                      | タイトル                                | 規格品番                | 備考 |
| --------------------------- | --------------------------------------- | ----------------------- | ---- |
| 1993年6月25日 1994年3月25日 | QUAKE DOPE                              | SCR-002 EXC-013（再発） |      |
| 1994年3月25日               | YOUTH…MINE AND THE TRUTH                | EXC-014                 |      |
| 1996年1月21日               | YOUTHQUAKE                              | EXC-017                 |      |
| 2001年6月6日                | APOCALYPSE                              | XXC-1030                |      |
| 2003年9月18日               | EVOLUTION OF NEW ORIENTAL METAL         | MYCP-30216              |      |
| 2008年11月11日              | Six Feet Under Is Not Deep Enough       | BiCD-23001              |      |
| 2010年5月26日               | Beyond the Void of Black                | FUCK-2319               |      |
| 2012年4月11日               | Darkness and Light, Strife and Conflict | QIHC-10034              |      |

### 参加作品
| 発売日        | タイトル                           | 規格品番 | 収録曲                                                   |
| ------------- | ---------------------------------- | -------- | -------------------------------------------------------- |
| 1998年10月1日 | LIGHTNING&THUNDER                  | EXO-101  | 4.Stateless 6.Across the Line (The Low of Contradiction) |
| 2000年6月21日 | History of EXTASY 15th Anniversary | EXC-020  | 10.Across the Line (The Low of Contradiction)            |